# ويليام أوليفيرا دوس سانتوس
ويليام أوليفيرا دوس سانتوس (بالبرتغالية: Willian Oliveira dos Santos) هو لاعب كرة قدم برازيلي في مركز الوسط، ولد في 25 فبراير 1992 في Paracambi ‏ في البرازيل. لعب مع نادي بانغو أتلتيكو.

## وصلات خارجية
- ويليام أوليفيرا دوس سانتوس على موقع قاعدة بيانات كرة القدم.إي يو (الإنجليزية)
- ويليام أوليفيرا دوس سانتوس على موقع Soccerway.com (الإنجليزية)